# سقانفار تکیه چمازکلا
سقانفار تکیه چمازکلا مربوط به دوره قاجار است و در شهرستان بابل، روستای چمازکلا واقع شده و این اثر در تاریخ ۲۵ اردیبهشت ۱۳۸۰ با شمارهٔ ثبت ۳۸۳۹ به‌عنوان یکی از آثار ملی ایران به ثبت رسیده است.